# P/2019 T6 (PANSTARRS)
P/2019 T6 (PANSTARRS) — короткоперіодична комета із сім'ї Юпітера. Абсолютна величина комети разом з комою становить 15.7m.

## Історія
Комета відкрита 8 жовтня 2019 року. Була 19.6m на момент відкриття.